# Rick Aviles
Rick Aviles, nome completo Richard Antony Aviles (New York, 14 ottobre 1952 – Los Angeles, 17 marzo 1995), è stato un attore e comico statunitense, noto per il ruolo del villain Willy Lopez nel film Ghost - Fantasma.

## Biografia
Nacque a New York. Sua nonna si trasferì da Porto Rico negli Stati Uniti nel 1900 alla ricerca di una migliore qualità della vita. I genitori nacquero a New York. Suo padre Mariano Aviles era figlio unico di genitori portoricani e sua madre Carmen Reyes era di origini venezuelane. Aviles era il secondo dei tre fratelli ed era molto legato alla sua famiglia. Vissero a lungo a Manhattan in un quartiere difficile. Era fratello di Angel Aviles (attrice e produttrice) e Rod Reyes (comico e chef).
Negli anni settanta e ottanta, Aviles lavorò come comico nelle stand-up comedy nel circuito dei night club del Greenwich Village a New York. Nel 1981 ottenne il suo primo ruolo cinematografico nel film La corsa più pazza d'America. In pochi anni apparve in ben 14 film. Nel 1987 ottenne una piccola parte come fattorino nel film Il segreto del mio successo, con Michael J. Fox. Nello stesso anno divenne ospite fisso di It's Showtime all'Apollo e lo rimase fino al 1991.
Nel 1990 Aviles ebbe il suo ruolo più importante, quello di Willie Lopez, assassino di Sam Wheat (interpretato da Patrick Swayze), nel film Ghost - Fantasma. Il film fu un grande successo al botteghino e ottenne diverse candidature agli Oscar. Aviles recitò poi in Mystery Train - Martedì notte a Memphis (1989) di Jim Jarmusch, nel ruolo di Will Robinson, ne Il padrino - Parte III (1990) di Francis Ford Coppola, in Carlito's Way (1993) di Brian De Palma, nel ruolo di Quisqueya, in Waterworld (1995) come sorvegliante della città-atollo, e in A casa di Joe (1996) di John Payson, come voce di uno scarafaggio.

### Malattia e morte
Dopo aver contratto l'HIV a causa dell'uso di eroina, Aviles morì a 42 anni il 17 marzo 1995 a Los Angeles per complicazioni legate all'AIDS. Inizialmente sepolto in un cimitero di Los Angeles, lasciato in disuso per alcuni anni, il suo corpo fu poi traslato e cremato.

## Filmografia parziale
- La corsa più pazza d'America (The Cannonball Run), regia di Hal Needham (1981)
- Mafia kid (Spike of Bensonhurst), regia di Paul Morrissey (1988)
- Mondo New York - L'altra faccia della mela (Mondo New York), regia di Harvey Keith (1988)
- Mystery Train - Martedì notte a Memphis (Mystery Train), regia di Jim Jarmusch (1989)
- Ghost - Fantasma (Ghost), regia di Jerry Zucker (1990)
- Il padrino - Parte III (The Godfather: Part III), regia di Francis Ford Coppola (1990)
- Carlito's Way, regia di Brian De Palma (1993)
- L'ombra dello scorpione (Stephen King's The Stand) - miniserie TV (1994)
- Waterworld, regia di Kevin Reynolds (1995)

## Doppiatori italiani
Nelle versioni in italiano delle opere in cui ha recitato, Rick Aviles è stato doppiato da:
- Franco Agostini in La corsa più pazza d'America
- Simone Mori ne Il padrino - Parte III
- Saverio Moriones in Carlito's Way
- Nino Prester in Waterworld